# David Eugene Edwards
David Eugene Edwards est un auteur-compositeur-interprète américain né en 1968 à Englewood dans le Colorado. Leader des groupes de musique 16 Horsepower (1992-2005) et Wovenhand (depuis 2002), il fait partie du mouvement rock issu de Denver, appelé le Denver Sound.

## Biographie
Après avoir participé en tant que guitariste à divers groupes du Colorado, David Eugene Edwards démarre réellement sa carrière à Boston à la fin des années 1980 avec Jeffrey-Paul Norlander avec lequel il forme le groupe The Denver Gentlemen, auquel se joindra Slim Cessna. Edwards quitte le groupe vers 1992 pour se consacrer à sa nouvelle formation d'alors, 16 Horsepower, qu'il a fondée avec le bassiste français Pascal Humbert, rencontré à Los Angeles. Ils partent pour Denver, ville natale d'Edwards, et sont rejoints par Jean-Yves Tola, un ami batteur de Humbert avec qui il avait joué dans les groupes Orchestre rouge et Passion Fodder du chanteur américain exilé en France Theo Hakola. 16 Horsepower connaîtra un succès croissant de 1995 jusqu'à la fin de l'existence du groupe en 2005 : les membres se séparèrent à la suite de conflits de points de vue.

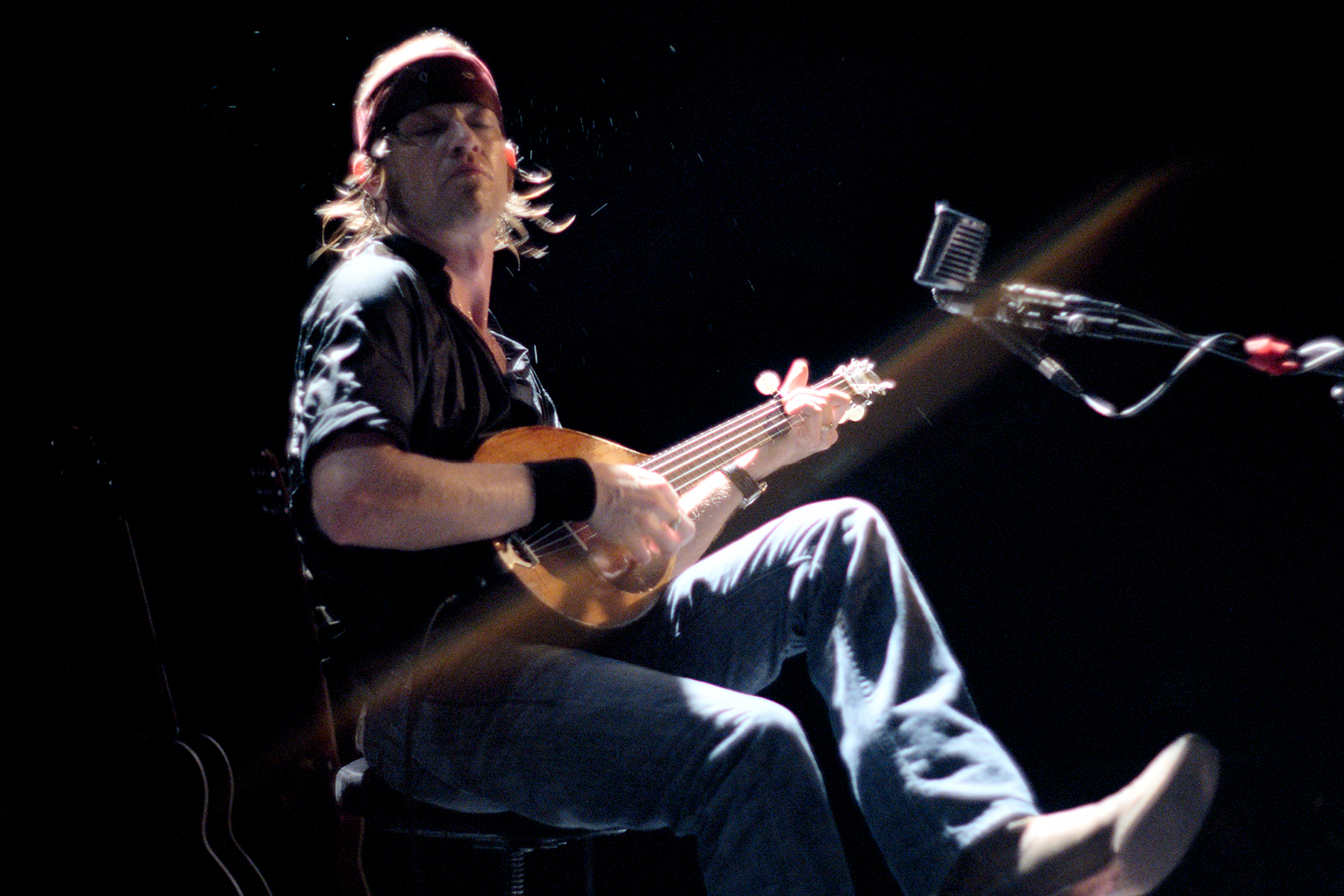
David Eugene Edwards en 2009, lors d'un concert à Karlsruhe.

David Eugene Edwards avait parallèlement développé un projet plus personnel – et expérimental d'un point de vue musical –, avec son autre groupe Woven Hand, fondé fin 2000 et réintitulé Wovenhand à partir de 2004. Après la séparation des membres de 16 Horsepower, il se consacre exclusivement à Wovenhand. Sa musique, appartenant difficilement à une catégorie bien définie, est un mélange complexe de musique rock, punk, new wave, médiévale, old-time, expérimentale, folk, amérindienne et country gothique, dont les thèmes de prédilection sont souvent en relation avec la douleur, les conflits, la foi, la rédemption, le mysticisme et la religion chrétienne,. David Eugene Edwards, petit-fils d'un pasteur nazaréen qui l'emmenait avec lui sur les routes du Colorado dès son plus jeune âge, est en effet très croyant. Il aime ainsi donner de lui l'image d'un prêcheur sillonnant, bible à la main, l'ouest des États-Unis du temps jadis. Cependant, son mysticisme se limite à son art et à sa vie personnelle sans pratiquer de prosélytisme sur scène.
David Eugene Edwards collabore également activement, depuis 2002, avec le chorégraphe belge de danse contemporaine Wim Vandekeybus et sa compagnie Ultima Vez, en composant la musique de ses spectacles,. En 2005, Edwards est apparu dans le film d'Andrew Douglas, Searching for the Wrong-Eyed Jesus, une peinture du sud américain contemporain narré par le chanteur Jim White. Il y interprète une partie du morceau de 16 Horsepower Phyllis Ruth, de l’album Low Estate et y joue également le traditionnel Wayfarin’ Stranger en compagnie de Jean-Yves Tola et Pascal Humbert. Il apparaît aussi dans Blush, le film de Wim Vandekeybus tiré du spectacle homonyme.
David Eugene Edwards est marié et il a deux enfants, un garçon et une fille.

## Discographie

### Albums
- The Denver Gentlemen
  - 1995 : Introducing the Denver Gentlemen
- 16 Horsepower
  - 1995 : 16 Horsepower
  - 1996 : Sackcloth 'n' Ashes
  - 1997 : Low Estate
  - 2000 : Secret South
  - 2000 : Hoarse
  - 2002 : Folklore
  - 2003 : Olden
  - 2008 : Live March 2001
  - 2011 : Yours Truly
- Wovenhand
  - 2002 : Woven Hand
  - 2003 : Blush Music  et  Blush Music (original score) (pour le spectacle Blush d'Ultima Vez)
  - 2004 : Consider the Birds
  - 2005 : Puur (pour le spectacle d'Ultima Vez)
  - 2006 : Mosaic
  - 2008 : Ten Stones
  - 2010 : The Threshingfloor
  - 2011 : Black of the Ink (album florilège de titres revisités)
  - 2012 : Live at Roepaen (premier album public)
  - 2012 : The Laughing Stalk
  - 2014 : Refractory Obdurate
  - 2016 : Star Treatment
  - 2022 : Silver Sash
- David Eugene Edwards
  - 2023 : Hyacinth
- Collaboration
  - 2018 : Risha avec Alexander Hacke

### Singles
- 16 Horsepower
  - Shametown (vinyl 7" - 1994)
  - Black Soul Choir (CD - 1996)
  - Haw (vinyl - 1996)
  - For Heaven's Sake (CD - 1997)
  - Coal Black Horses (CD - 1997)
  - The Partisan (CD - 1998)
  - Clogger (CD - 2000)
  - Splinters (CD - 2001)

### Participations
- 2003 : Whitewashed sur Short Stories de Lilium
- 2020 : Fab Tool feat David Eugene Edwards de Carpenter Brut

### Vidéos
- 16 Horsepower
  - Black Soul Choir and Haw (1995)
  - 16HP DVD (2005)
  - Live DVD (2006)